# Кларк, Марк (музыкант)
Марк Кларк (англ. Mark Clarke; род. 25 июля 1950, Ливерпуль, Англия, Великобритания) — британский бас-гитарист, автор песен. Играл в группах Colosseum, Uriah Heep, сотрудничал с Кеном Хенсли, Билли Скваером.
В группе Colosseum играл с 1970 до 1972 года, а также после их воссоединения в 1994 году до настоящего времени. Затем недолго играл в группе Uriah Heep, успев в составе группы в 1972 году принять участие в записи одной песни The Wizard c альбома — Demons & Wizards, далее его заменил Гэри Тэйн. C 1973 по 1975 год играл в группе Tempest. Участвовал в записи нескольких сольных альбомов Кена Хенсли. С 1975 по 1977 год играл в группе Natural Gas. После этого, в 1977 году, недолго был в Rainbow, участвуя в записи альбома Long Live Rock 'n' Roll, но Ричи Блэкмор был недоволен его игрой, и вскоре Кларк покинул группу.
В 1980 году работал с Билли Скваером, принимая участие в записи альбомов Don't Say No, The Stroke, In the Dark и других, сотрудничал с Дэйви Джонсом.
Сотрудничал с группой Mountain, записывал альбомы Лэсли Веста и Иэна Хантэра.
В 2010 году выпустил сольный альбом Moving To The Moon.

## Дискография
Colosseum
- 1970 — Daughter of Time
- 1971 — Colosseum Live
- 1994 — Colosseum LiveS - The Reunion Concerts
- 1997 — Bread and Circuses
- 2003 — Tomorrow's Blues
- 2007 — Live05
- 2014 – Time On Our Side

Uriah Heep
- 1972 — Demons & Wizards

Tempest
- 1973 — Tempest
- 1974 — Live in London
- 1974 — Living in Fear

Кен Хенсли
- 1975 — Eager To Please
- 1980 — Free Spirit

Иэн Хантер
- 1983 — All of the Good Ones Are Taken

Mountain
- 1985 — Go For Your Life
- 1996 — Man’s World